# Алек фон Ґраффенрід
Алек фон Ґраффенріед (справжнє ім'я Олександр Петер фон Граффенрід; нар. 16 серпня 1962, Кур; мешканець Берна) — швейцарський політик (партія «Зелені» або GFL Берн). Він є членом Муніципальної ради Берна з 2017 року та очолює директорат з питань безпеки, навколишнього середовища та енергетики. З 2017 по 2024 рік він був мером Берна.

## Життєпис
Алек фон Ґраффенріед народився третім з чотирьох братів та сестер у місті Кур і виріс у районі Ленггассе міста Берн з 1965 року. Він навчався в гімназії Нойфельда, а з 1982 року вивчав право в Бернському університеті. Його батьки Пітер та Рут померли рано, в 1971 та 1984 роках. Після завершення навчання він працював юристом, спочатку в кантоні Берн, а потім у власній юридичній фірмі. З 2000 по 2007 рік він обіймав посаду урядового представника округу Берн. Він був директором Losinger Marazzi AG з 2007 по 2016 рік. З 2010 по 2017 рік він був президентом Бернського туристичного департаменту. Наразі (станом на 2024 рік) він є президентом Бернського відділення Нового європейського руху Швейцарії та президентом Бернського відділення Нового гельветичного товариства Швейцарії, а також членом численних асоціацій.
Фон Граффенрід одружений з Корнелією Гефлігер вдруге, є батьком чотирьох дорослих дітей та мешкає в районі Муріфельді в Берні.

## Політика

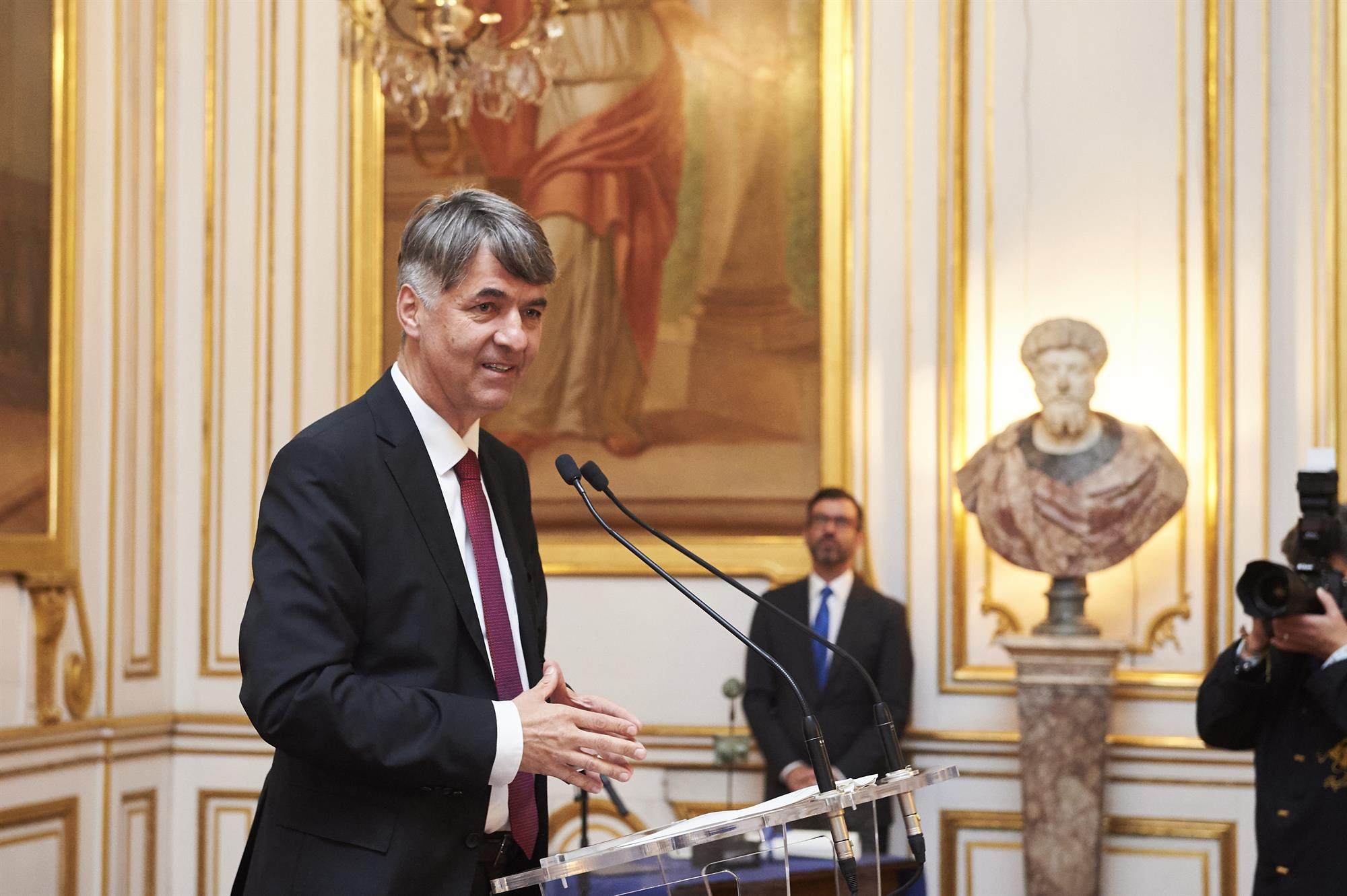
Алек фон Ґраффенріед (2019)

Фон Ґраффенріед уперше був обраний до Національної ради під час виборів 2007 року і переобраний на виборах 2011 року. У Національній раді він входив до складу Комісії з правових питань, яку очолював у 2014 та 2015 роках. У цій ролі він виступав за посилення ролі обох батьків у вихованні дітей (спільна батьківська опіка як стандартне рішення) і за оновлення законодавства щодо аліментів. Крім того, він вимагав чітких обов'язкових правил щодо відповідальності компаній у міжнародному контексті. Ці зусилля зрештою вилилися в ініціативу щодо корпоративної відповідальності, до ініціативного комітету якої він входив. Також він підтримав ідею запровадження загального обов'язку служби — з цією метою у 2023 році була подана народна ініціатива (Service Citoyen), до ініціативного комітету якої він також долучився. Іншими напрямами його діяльності були сфери комунікацій та цифровізації (розбудова мережі оптоволоконного зв'язку, цифрова сталість), а також політика в галузі Європи, енергетики та транспорту.
У листопаді 2016 року Фон Ґраффенріед був обраний до виконавчої влади міста Берн (муніципальної ради) з найвищим результатом серед усіх кандидатів. У січні 2017 року він переміг Урсулу Вісс у другому турі виборів і став міським головою, змінивши на цій посаді Александера Чеппета. У листопаді 2020 року його переобрали як до муніципальної ради, так і на посаду міського голови. У листопаді 2024 року він лише з незначною перевагою знову потрапив до муніципальної ради. Однак на виборах міського голови він посів друге місце і не зміг здобути абсолютну більшість голосів. Через суттєве відставання від першої кандидатки — Маріке Круйт — він оголосив, що не братиме участі в другому турі. Оскільки всі інші члени муніципальної ради, крім Круйт, також відмовилися від балотування, вона вважається обраною безальтернативно. Із 2025 року Алек фон Ґраффенріед очолює Дирекцію з питань безпеки, довкілля та енергетики міста Берн.
На посаді міського голови він зосередився передусім на міському плануванні: ініціював велику кількість нових проєктів (Bethlehem West, Weyermannshaus West, Ausserholligen, Wankdorffeldstrasse, WIFAG, Wankdorfcity 3 та інші), виступав за будівництво доступного житла та прискорив цифровізацію міської адміністрації.
Фон Ґраффенріед також прагнув до тіснішої співпраці з навколишніми громадами Берна і активно просував ідею об'єднання з громадою Остермундиґен. Це об'єднання 22 жовтня 2023 року було чітко підтримано виборцями міста Берн, але відхилено виборцями в Остермундиґені, тож ініціатива зазнала невдачі.

### Членство
- Партія зелених Швейцарії
- Зелений кантон Берн
- Зелений безкоштовний список міста Берн
- Президент Швейцарського відділення Нового європейського руху (NEBS) у Берні
- Президент Бернського відділення Нового Гельветичного товариства
- Рада директорів Energy Water Bern (EWB)